# Anders Aleby
Anders Aleby, folkbokförd Anders Ahleby, född 2 februari 1895 i Vallby församling i Kristianstads län, död 10 januari 1981 i Sankt Görans församling i Stockholm, var en svensk författare, översättare och bokhandlare.
Anders Aleby etablerade 1927 firman Alebys Antikvariat i Stockholm. Han har dessutom bland annat översatt Bertolt Brecht och psalmen På en avlägsen höjd.
Aleby var son till lantbrukaren Hans Andersson och Elna Jonsson. Han var från 1931 gift med Ruth Karolina, född Johansson (1905–1978), barn: John, född 1930, Marianne, född 1932, Harriet, född 1934 och Hans, född 1936. 

### Översättningar
- Bertolt Brecht Etthundra dikter. FIB:s lyrikklubbs bibliotek, 0425-5232 ; 107. Stockholm: FIB:s lyrikklubb. 1965. Libris 8077885
- Bertolt Brecht Jag behöver ingen gravsten: dikter 1917-1956. Eslöv: B. Östlings bokförl. Symposion. 1998. Libris 7607674. ISBN 91-7139-392-7
- Erich Kästner  Dikter ; ett dikturval. FIB:s lyrikklubbs bibliotek, 0425-5232 ; 116. Stockholm: FIB:s lyrikklubb. 1966. Libris 8081106
- Eva Strittmatter  Höga domstolen. Hägersten: Koop. bokgillet. 1975. Libris 7635528. ISBN 91-7330-026-8